# Ioan Potcoavă
Ioan Potcoavă sau Nicoară Potcoavă (n.  ? – d. 16 iunie 1578, Lwów, Coroana Regatului Poloniei⁠(d), Polonia-Lituania) a fost domn al Moldovei între 18 noiembrie și decembrie (între 28 și 30) 1577. A fost frate după mamă cu Ioan Vodă cel Viteaz.

## Nume
Înainte de domnie a fost cunoscut printre cazacii din Ucraina ca Ivan Serpeaha, poreclit Pidkova (Potcoavă), datorită forței sale fizice care îi permitea să rupă sau să îndoaie o potcoavă de fier. Nunțiul papal din Polonia, Laureo, îl descrie la 1578: El, după cât mi se spune, de acei care l-au văzut, e de vârstă între treizeci și cinci și patruzeci de ani, blond, frumos și poartă, cum e obiceiul voievozilor moldoveni, o barbă foarte lungă: i se zice Podkowa, care în polonă înseamnă potcoavă, fiind atât de voinic, încât cu mâinile rupe o potcoavă. Cronica ucraineană spune: pe acest Ioan, cazacii zaporojeni îl numiră Potcoavă, deoarece el îndoia cu puterea lui potcoave de cai, în fața lor.
În folclorul ucrainean apare și cu numele de Ivasenko Serpeaha, Serpeaha fiind reproducerea numelui său armenesc Serpega, care în spațiul polon apare ca Seripcov sau Serepcovici.
Numele său armenesc de botez a fost Carabied sau Garabet, dar a avut și un prenume românesc Nicoară care apare consemnat în legătură cu moartea sa în registrele orașului Liov: Nikora Podkowa.

## Domnie
Înainte de domnie a fost hatmanul cazacilor de la Praguri. Vitejia lui l-a făcut idolul popoarelor vecine. L-a răsturnat de pe tron pe Petru Șchiopul, care fusese chemat la domnie de boierime, însă turcii nu l-au recunoscut ca domn (Nicoară era pe jumătate armean și frate cu rebelul Ioan Vodă) și i-au ridicat pe polonezi și munteni împotriva lui. În final, turcii au trimis în Moldova o oaste având în frunte mai mulți pași (din Silistra, Nicopol, Vidin și Bender), precum și un detașament de oaste muntenească, care îl înving și îl ucid pe Ioan Potcoavă la 1 ianuarie 1578, reîntronându-l pe Petru Șchiopul. Conform altor surse, Ioan Potcoavă a fost luat prizonier de către polonezi și dus la Liov), unde a fost decapitat la 16 iunie 1578.
Ulterior, Ioan Potcoavă (sau Ioan Pidkova, cum îi spun ucrainenii) a devenit un erou popular, amintit în cântecele de vitejie și în legendele despre cazacii de pe Nipru.